# Apaustis rupicola
Apaustis rupicola är en fjärilsart som beskrevs av Ignaz Schiffermüller 1776. Apaustis rupicola ingår i släktet Apaustis och familjen nattflyn. Inga underarter finns listade i Catalogue of Life.